# Shawangunk
Shawangunk – miasto w Stanach Zjednoczonych, w stanie Nowy Jork, w hrabstwie Ulster.